# Rosella
La rosella (Papaver rhoeas) és una planta anual ruderal de flors vermelles habitual en els camps cultivats. Aquesta planta rep els noms normatius de babol(a), badabadoc, caputxí, colet, gall, gallaret, lloca, paparota, paramà, pipiripip, quiquiriquic.
És herbàcia, de la família de les papaveràcies i es troba present gairebé arreu del món: Àsia, Amèrica del Nord, Europa i Àfrica. Als Països Catalans és força comuna fins a 1.600 m d'altitud.

## Noms dialectals
Aquesta planta rep diversos noms com roella ([ruella] Ribera d'Ebre, Montsià, Priorat, Terres de l'Ebre, Terra Alta), roguella, rovella, ronsella, roseller, rosellera, gall, gallaret, gallgallaret, gallet, lloca (especialment la flor), coquerecoc, quiquiricall, paramà, papariu, quecquerequec (Camp de Tarragona, Penedès), caraquec (Xilxes), quiquiriquic, quicaraquic, quicaracoc, coquerecoc, badabadoc (a Sabadell, Castellar del Vallès i Sant Quirze del Vallès), paparola (a Terrassa, Matadepera, Vacarisses, Ullastrell i Viladecavalls), pipiripip, peperepep, ababol (Val., Fraga), babol(a) (Val., Ribagorçà Vallès), abadolera, caputxí, màpola, monges, ganfanó, vermelló, gallina (a Hortoneda de la Conca, al Pallars Jussà). i bambarol (a les terres de Lleida).

## Etimologia
El nom del gènere Papaver ve del llatí. Rhoeas prové del grec i significa vermell, pel color dels pètals.

## Ecologia

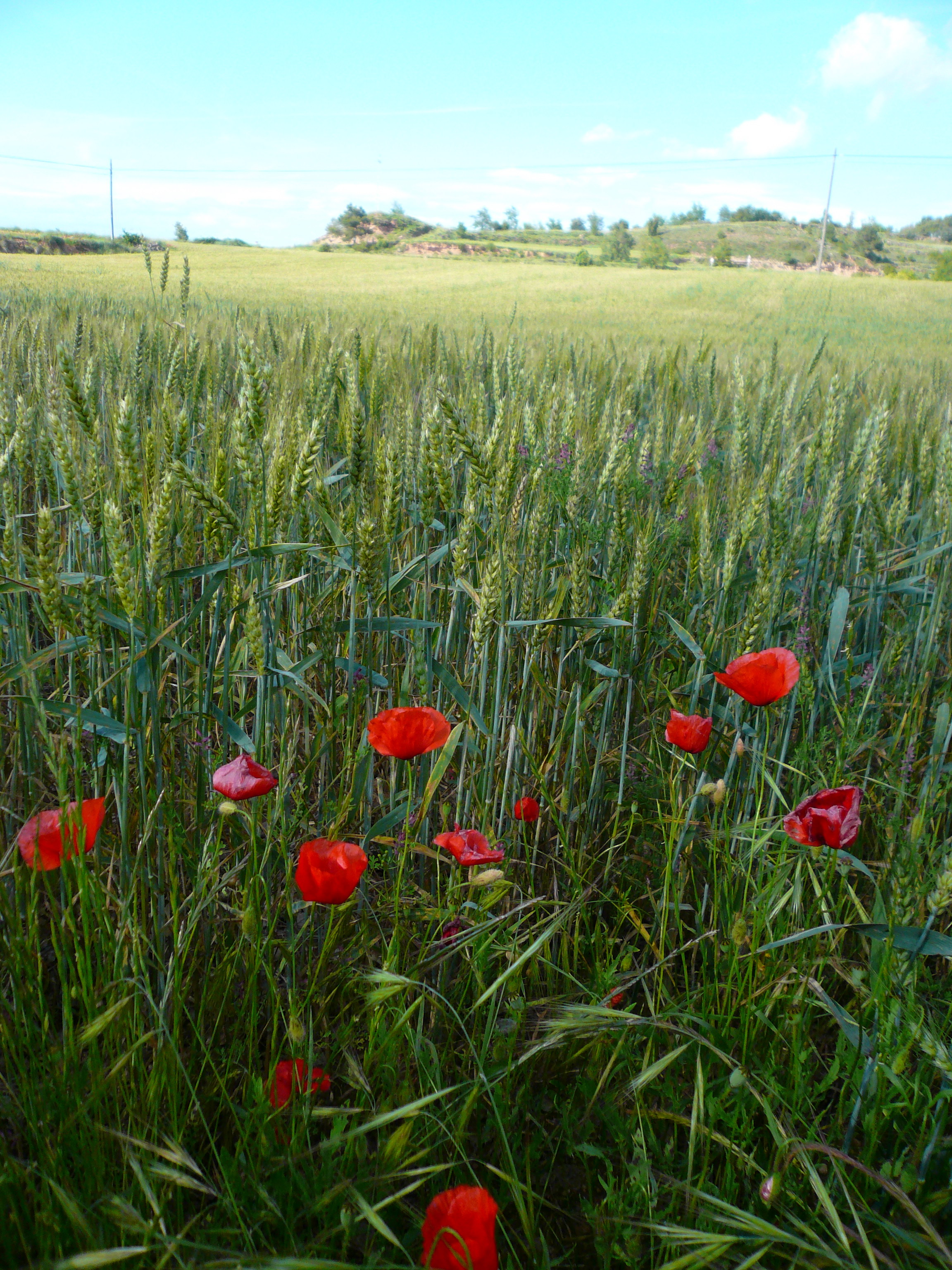
Camp de blat amb roselles als Prats de Rei

La rosella és una espècie vegetal que creix en camps, marges de les carreteres, rostolls, pastures i prats. També creix com a herba adventícia en cultius de cereals, especialment després que la terra hagi estat remoguda. Prefereix sòls sorrencs de clima càlid. És per això que la floració té lloc a la primavera i l'estiu. Les flors (paparoles o paparotes o frares) naixen d'una poncella que fins a la seva maduració està com caiguda.

## Morfologia
Teròfit, que pot arribar a fer 90 cm d'alçada. D'arrel prima i axonomorfa amb una tija erecta, hirsuta, que presenta gran quantitat de pèls curts i fins d'un color blanquinós. Les fulles, simples, es disposen alternades, són 1-2 vegades pinnades i són dividides en 5 segments dentats i lanceolats. Les fulles inferiors són peciolades mentre que les superiors són sèssils i presenten peduncle de 12 a 25 cm. També són molt piloses.
Les flors són hermafrodites, actinomorfes, dímeres i solitàries, d'uns 5-8 cm de diàmetre. Tenen una simetria bilateral. El calze el formen dos sèpals peluts que clouen la poncella i cauen amb la florida. La corol·la és dialipètala, formada per 4 grans pètals rodons d'uns 2-4 cm d'ample que es disposen de forma creuada en dos verticils. Són una mica arrugats a causa de la disposició correguda en què es troben dins de la poncella. Abans d'obrir-se la corol·la passa de color blanc a un vermell escarlata molt intens que la caracteritza. Sovint tenen una taca basal de color negre. L'androceu té un gran nombre d'estams de maduració centrípeta (de fora cap endins). Tenen els filaments filiformes de dehiscència longitudinal. El gineceu d'ovari súper i unilocular, és format per la soldadura de dos o més carpels. Té un disc estigmàtic amb 8-12 estigmes radials. El fruit és una càpsula petita (1-2 cm) d'un color verd pàl·lid, arrodonida a la base, glabre i més o menys estriada. S'obren per diversos porus situats sota el mateix disc que duu els estigmes, pels quals surten les petites llavors negres que conté a l'interior quan el vent sacseja la planta ja seca.

## Farmacologia
La major part dels atributs terapèutics de la rosella van ser establerts en relació amb l'aïllament d'alguns centres actius (en especial els alcaloides) i les seves aplicacions medicinals dins el domini popular. Així, els alcaloides de la rosella (sobretot la roeadina) li conferien una acció sedant i espasmolítica.
Els mucílags exerceixen un efecte calmant i hidratant sobre la mucosa respiratòria, que en combinació amb els alcaloides rebelen unes propietats antitussives, car actuen com a emol·lients i bèquics (disminueixen la tos)
S'han fet assajos amb animals i s'ha comprovat que la rosella produeix una depressió del sistema nerviós central, ja que disminueix el període d'inducció del son. Aquests efectes podrien ser deguts als alcaloides.
Les llavors d'aquesta planta són riques en àcids grassos com l'àcid linoleic (majoritari), oleic, palmític i esteàric, la qual cosa representa una gran aportació nutricional.

### Composició química
- Derivats d'antocians com el cianidol.
- Làtex ric en alcaloides isoquinoleínics (0,007%-0,12%): derivats de la tetrahidro-3-H-3 benzodiacepina entre els quals destaquen: roeadina (és el més abundant), roeagenina, roearrubina I, roearrubina II, isoroeadina, protopina i papaverina. No conté morfina.
- També conté mucílags (flors)
- Olis essencials (llavors)

### Ús medicinal
La Comissió E del Ministeri de Sanitat alemany no ha aprovat cap ús per a la rosella.
En usos tradicionals:
- Sedant, en afeccions del tracte respiratori com bronquitis o tos seca. Actua disminuint la tos i afavoreix l'expectoració (ajuda a extreure les mucositats dels bronquis). També calma diarrees infantils.
- Té propietats colorants.
- Es cultiva com a planta de jardí.
- Les llavors s'utilitzen com a condiment.

### Toxicitat
No presenta toxicitat ni efectes secundaris en les dosis recomanades, tot i que s'ha d'emprar en forma discontínua a causa de la concentració en alcaloides (si bé la concentració és baixa). Les fulles són tòxiques per als animals.
Es considera una mala herba dels sembrats. Tradicionalment, s'ha utilitzat en encanteris de fertilitat, amor, fortuna i sort.

### Contraindicacions
A causa del seu contingut en alcaloides, encara que aquest sigui baix, no és recomanable tampoc d'utilitzar-la quan hom és prenys, o bé durant la lactància o pels nens petits.

## Història
La rosella era una de les herbes que figuraven en el papir egipci d'Ebers. En l'antiga Grècia, Teofrast propiciava el seu consum alimentari en forma d'amanida fresca, mentre que Dioscòrides en propiciava un ús hipnòtic «Faràs coure cinc o sis caps d'aquest papàver en tres ciats de vi, fins que es redueixin a dos, i donaràs a beure aquesta cocció als qui vulguis que s'adormin...». Així doncs, l'ús dels pètals de la rosella com a colorant remunta al segle xv.

### Joc infantil
La mainada jugava a galls i gallines o a gall, gallina o poll?, és a dir a endevinar si la poncella de rosella seria vermella (gall) o de color més clara (gallina), el pollet essent la llavor.

### Fotografies

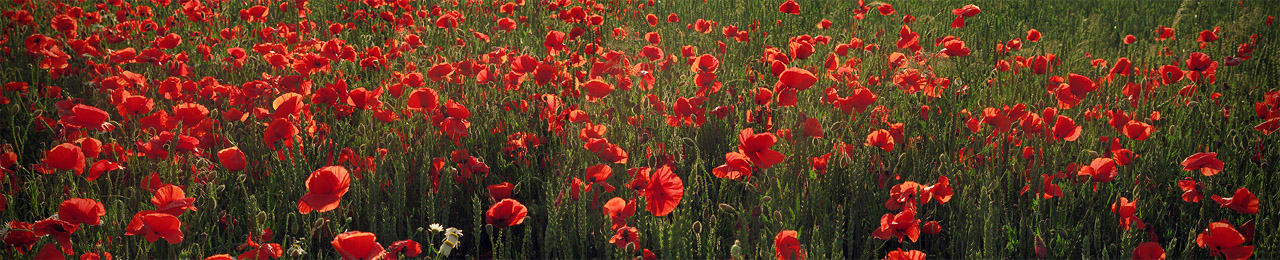
Camp roselles
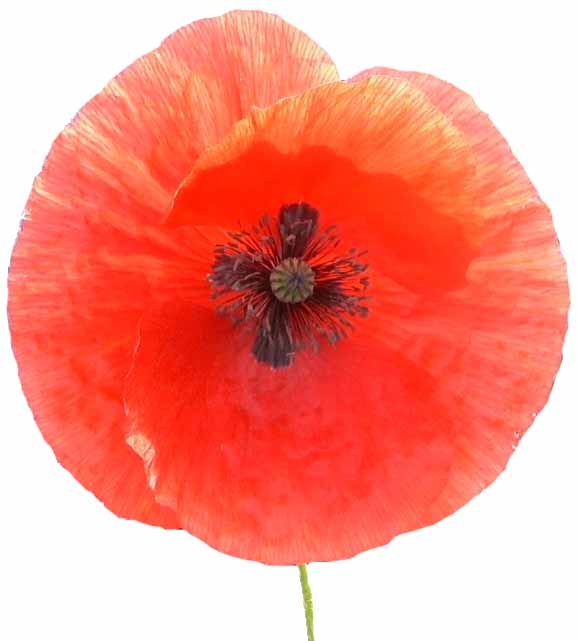
Papaver rhoeas (flor)
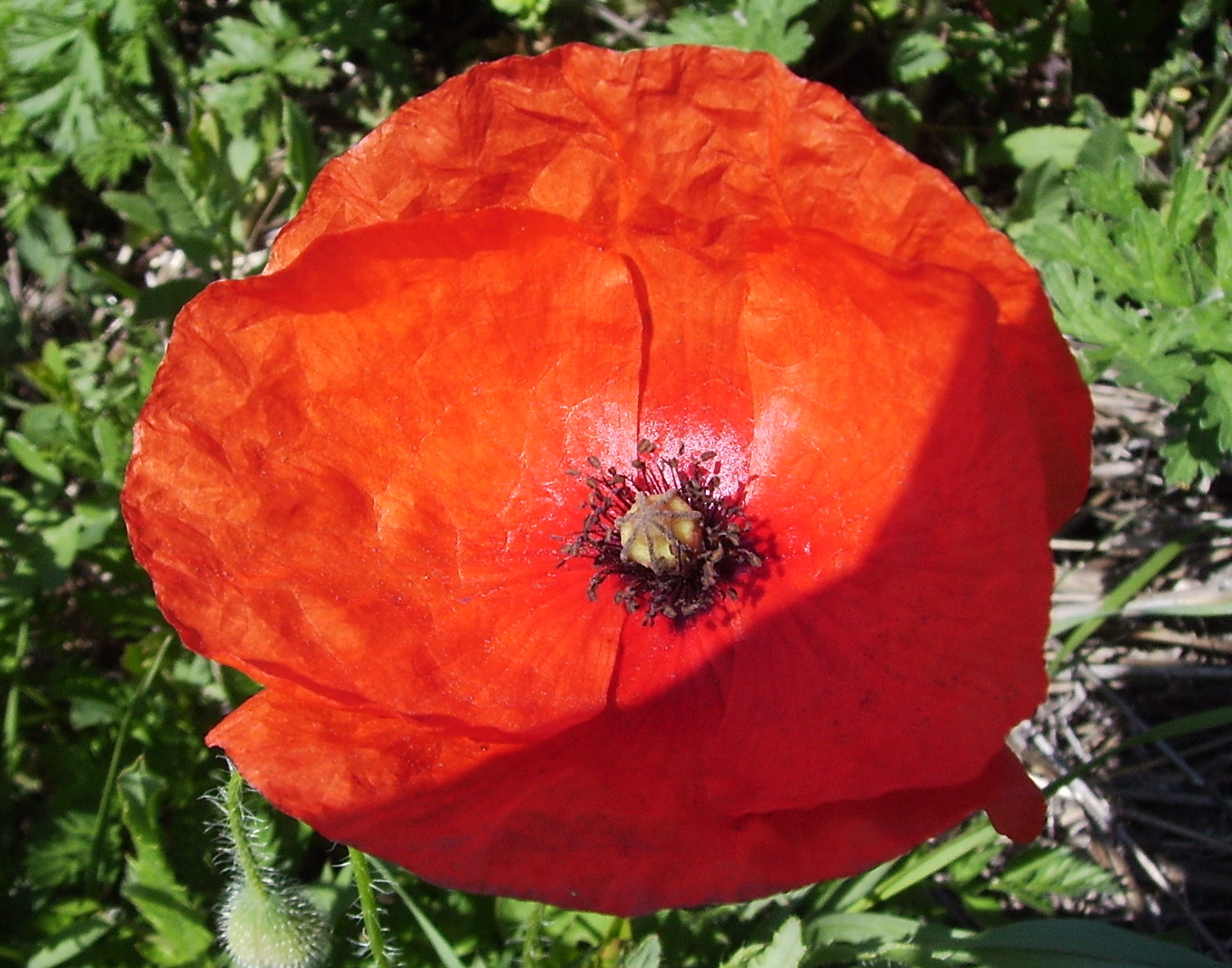
Pipiripit o rosella a Castelltallat
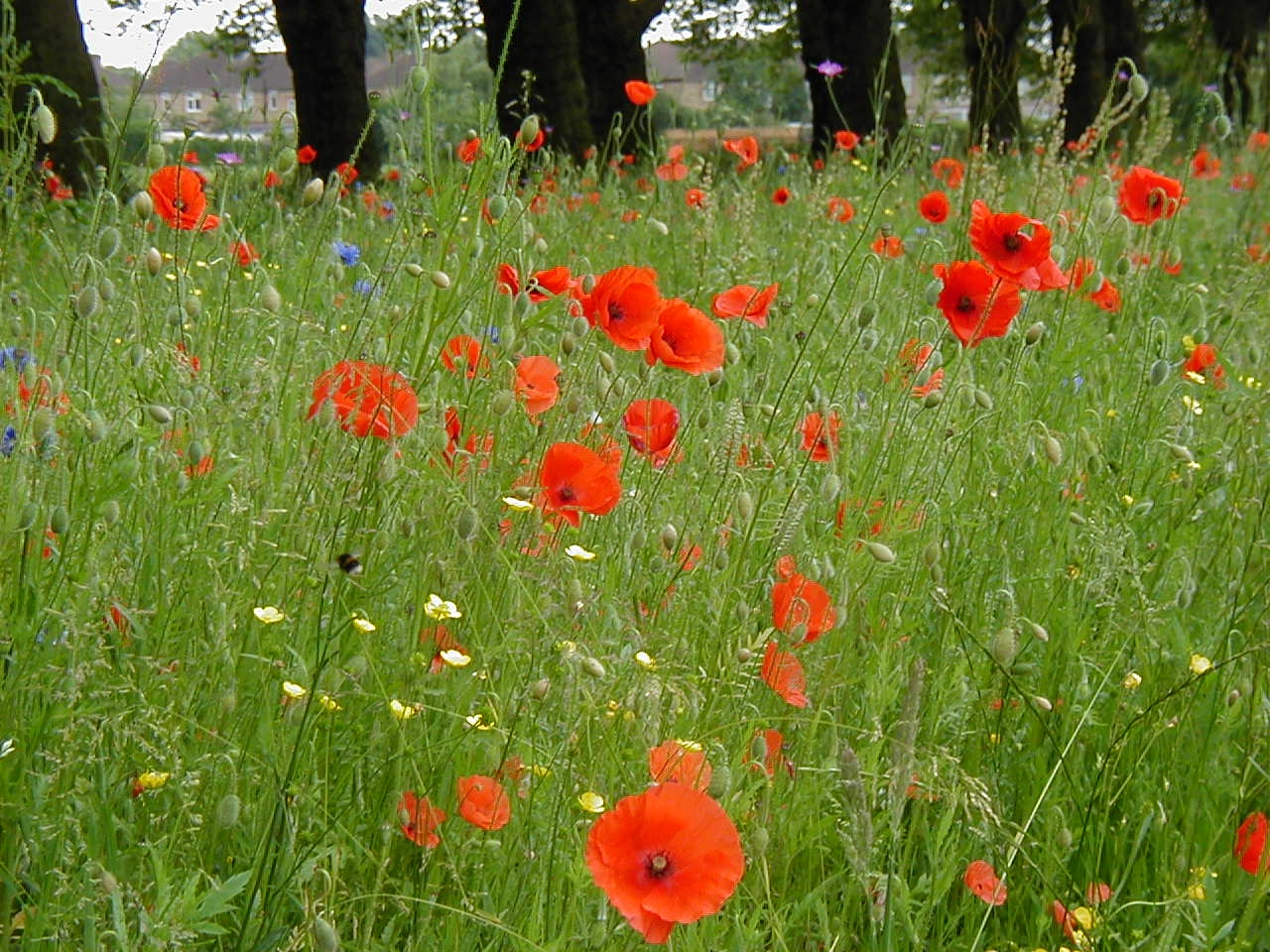
Roselles creixent en un camp d'herba
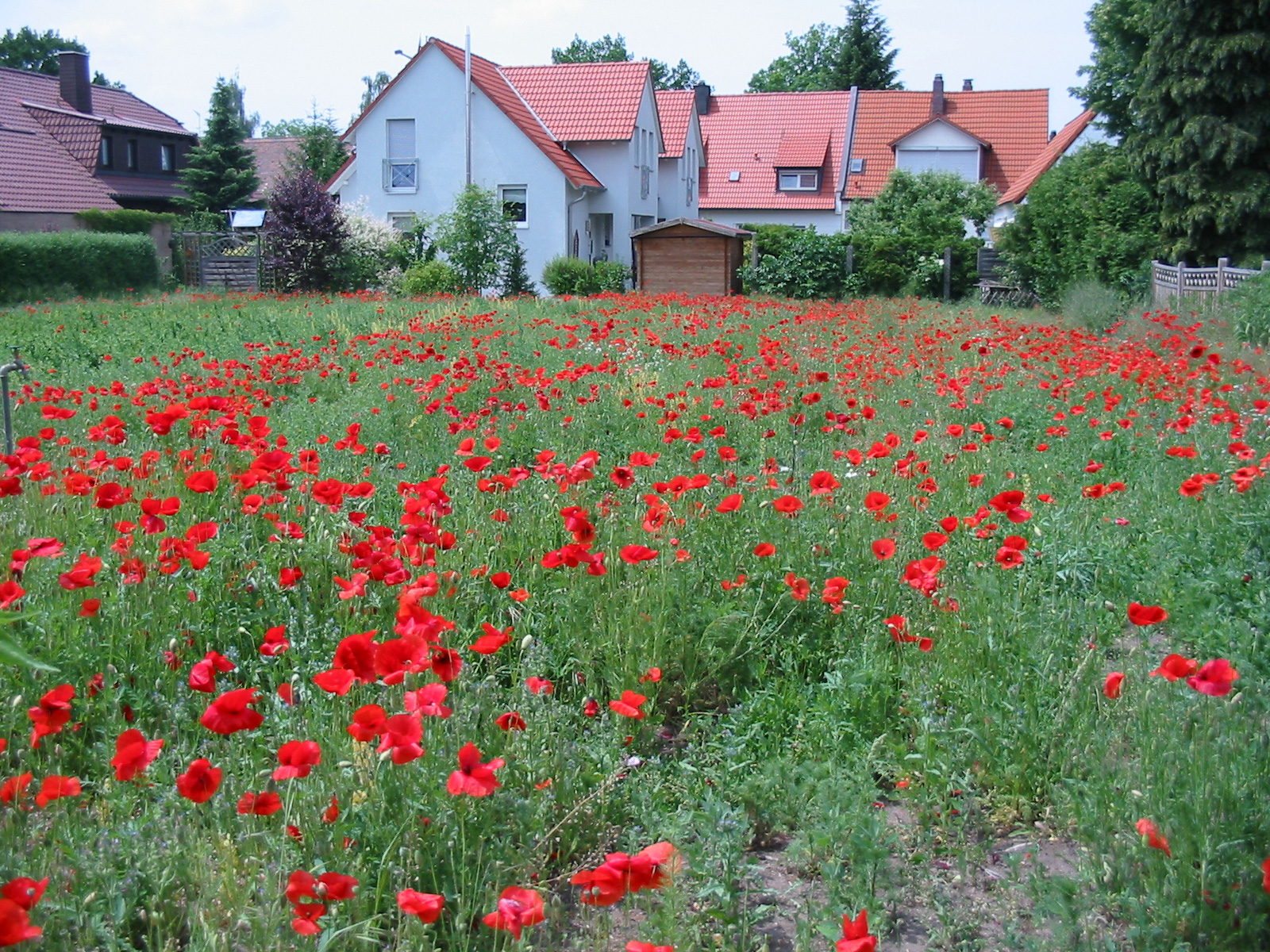
Camp de roselles